# マリア・フォン・ホーエンツォレルン＝ジグマリンゲン
マリア・フォン・ホーエンツォレルン＝ジグマリンゲン（ドイツ語:Maria von Hohenzollern-Sigmaringen, 1845年11月17日 - 1912年11月26日）は、フランドル伯フィリップ（ベルギー国王レオポルド1世と王妃ルイーズ＝マリーの三男）の妻。フランス語名はマリ－・ド・オーエンゾレン＝シグマリンゲン（フランス語: Marie de Hohenzollern-Sigmaringen）

## 生涯
ホーエンツォレルン＝ジグマリンゲン侯カール・アントンとその妃でバーデン大公カールの娘であるヨゼフィーネの末娘として、ジグマリンゲンで生まれた。
1867年4月25日、ベルリンでフィリップと結婚。5子をもうけた。
- ボードゥアン（1869年 - 1891年）
- アンリエット（1870年 - 1948年） - ヴァンドーム公エマニュエル・ドルレアンと結婚。ジョゼフィーヌ・マリーの双子の姉妹。
- ジョゼフィーヌ・マリー（1870年 - 1871年） - アンリエットの双子の姉妹。
- ジョゼフィーヌ・カロリーヌ（1872年 - 1958年） - 母方の従兄にあたるホーエンツォレルン＝ジグマリンゲン侯子カール・アントンと結婚。
- アルベール1世（1875年 - 1934年） - ベルギー国王。

1912年、マリーはブリュッセルで死去した。